# Dicranomyia spinifera
Dicranomyia spinifera là một loài ruồi trong họ Limoniidae. Chúng phân bố ở miền Tân bắc.